# Richard Banusch
Richard Banusch, né le 7 juillet 1998 à Vetschau/Spreewald, est un coureur cycliste allemand. Il participe à des compétitions sur route et sur piste.

## Palmarès sur route

### Par année
- 2015
  - 1rea étape de la Coupe du Président de la Ville de Grudziadz (contre-la-montre par équipes)
- 2016
  - 2e du championnat d'Allemagne du contre-la-montre juniors
- 2017
  -  Champion d'Allemagne du contre-la-montre espoirs
  - 3e du championnat d'Allemagne du contre-la-montre par équipes
- 2018
  - 3e du championnat d'Allemagne du contre-la-montre espoirs
- 2019
  - 2e étape du Hellena Tour (contre-la-montre)

### Classements mondiaux
| Année           | 2018   | 2019   |
| --------------- | ------ | ------ |
| UCI Asia Tour   | 548e   |        |
| UCI Europe Tour | 1 468e | 1 804e |

## Palmarès sur piste

### Championnats d'Europe
| Édition / Épreuve                 | Poursuite par équipes | Course aux points |
| Gand 2019 (espoirs)               |                       | Or                |
| Fiorenzuola d'Arda 2020 (espoirs) | Bronze                | Bronze            |

### Championnats nationaux
- 2014
  -  Champion d'Allemagne de poursuite par équipes U17 (avec Janik Petereit, Bastian Flicke et Tom Müller)
  -  Champion d'Allemagne de course aux points U17
- 2015
  -  Champion d'Allemagne de course aux points juniors
  -  Champion d'Allemagne de poursuite par équipes juniors (avec Carlos Ambrosius, Bastian Flicke et Max Kanter)
- 2016
  -  Champion d'Allemagne de course aux points juniors
  -  Champion d'Allemagne de poursuite par équipes juniors (avec Carlos Ambrosius, Bastian Flicke et Juri Hollmann)
- 2018
  -  Champion d'Allemagne de l'américaine (avec Christian Koch)
  - 2e de la poursuite par équipes
  - 2e de la course aux points